# Padada
Padada ist eine philippinische Stadtgemeinde in der Provinz Davao del Sur. Sie hat 26.587 Einwohner (Zensus 1. August 2015).

## Baranggays
Padada ist politisch in 17 Baranggays unterteilt.
| - Almendras (Pob.) - Don Sergio Osmeña, Sr - Harada Butai - Lower Katipunan - Lower Limonzo - Lower Malinao - N C Ordaneza District (Pob.) - Northern Paligue - Palili | - Piape - Punta Piape - Quirino District (Pob) - San Isidro - Southern Paligue - Tulogan - Upper Limonzo - Upper Malinao |